# Cantonul Saint-Vincent-de-Tyrosse
Cantonul Saint-Vincent-de-Tyrosse este un canton din arondismentul Dax, departamentul Landes, regiunea Aquitania, Franța.

## Comune
| Comune                   | Populație (1999) | Cod poștal | Cod INSEE |
| ------------------------ | ---------------- | ---------- | --------- |
| Bénesse-Maremne          | 2 078            | 40230      | 40036     |
| Capbreton                | 7 652            | 40130      | 40065     |
| Josse                    | 725              | 40230      | 40129     |
| Labenne                  | 4 431            | 40530      | 40133     |
| Orx                      | 447              | 40230      | 40213     |
| Saint-Jean-de-Marsacq    | 1 243            | 40230      | 40264     |
| Sainte-Marie-de-Gosse    | 1 036            | 40390      | 40271     |
| Saint-Martin-de-Hinx     | 1 129            | 40390      | 40272     |
| Saint-Vincent-de-Tyrosse | 6 936            | 40230      | 40284     |
| Saubion                  | 1 281            | 40230      | 40291     |
| Saubrigues               | 1 256            | 40230      | 40292     |